# 四葉さな
四葉 さな（よつば さな、2000年3月21日 - ）は、日本のAV女優。C-more エンターテイメント所属。

## 略歴
2019年8月、SODクリエイトの「キミホレ」レーベル専属女優としてDVDとVRで同時デビュー。
2020年2月より専属を離れ、企画単体女優となる。

## 人物
愛知県出身。
趣味はタピオカ屋巡り・アニメ鑑賞、特技はギター・ベース。
高校1年の時に8歳年上の当時の彼と初体験をしたが、その時は最終的に8回セックスをした。経験人数は3人。
AV出演の動機は、3人目の彼と一緒に跡美しゅりのAVを見た時に、かわいくてエッチな跡美が好きになり憧れたことから。
AVライターの東風克智いわく「弾力ある爆乳を持ったタピオカ娘」。

## 出演作品

### アダルトDVD
- 流行のタピオカ屋で働く可愛い声の女の子が密かに自慢の美巨乳Fカップおっぱいを見てもらいたくてAV Debut 相手が気持ちよくなってくれるご奉仕エッチが大好きで自分から騎乗位で腰を振ってくれる隠れエッチな君に惚れた!（8月1日、SODクリエイト）
- 四葉さなが指舐め 顔舐め 乳首舐め 玉舐め 身体中を舐め回してくれるご奉仕メイド（9月12日、SODクリエイト）
- いつもは奉仕しているほうだけど、私ももっと気持ち良くなりたい…。 AV出演によって自分がシテもらうことにも目覚めた四葉さなちゃんを思う存分イカセまくる! 逆ご奉仕激イキ3本番（10月10日、SODクリエイト）
- ご奉仕するのが好きすぎてお店に内緒でこっそり本番してくれるおっパブ嬢（11月7日、SODクリエイト）
- ご奉仕大好きGカップ美巨乳ちゃんがバイトの休憩中にお宅訪問で人生初中出し（12月12日、SODクリエイト）

- 欲情Gカップボインちゃんと本気で愛し合った10発中出し東京デート（1月9日、SODクリエイト）
- おっさんのワシに1日10発も射精させちゃう制服ロリータちゃんのおいしそうなGカップ（2月13日、E-BODY）※「さな」名義
- 顔出し解禁!! マジックミラー便 大手一流企業に勤めるインテリOLさん 仕事中に人生初の素股編 vol.03 10人全員SEXスペシャル!! ギンギンに勃起したデカチンを赤面まんコキ!　恥ずかしさと気持ちよさで濡れ出したエリートオマ○コにヌルっと挿入! in新宿&虎ノ門（2月19日、DEEP'S）他出演:藍原かれん、涼乃ひより、おの真由美、木原琴美、清音咲良、山本蓮加、結白まさき、西園ひかる、佐伯由美香
- 撮影モデルで応募してきた可愛いボイスの巨乳Gカップかんなちゃん、実は声優アイドルでした! 素直で押しに弱い娘だったから撮影スタッフ全員で囲ってそのまま乱交AV撮影させちゃいました!（2月25日、ナンパJAPAN）※「かんな」名義
- 彼女と勘違いして彼女の妹に即ズボ!?イった後に気づき僕が必死に謝るも、発情した妹は自ら腰を振って何度もイキまくり!! 4（3月6日、DOC）他出演:有村えりか、桜井千春、はとり心咲
- 【ご奉仕の天才】 極上乳圧の芸術的Gカップでパイズリ奉仕する制服美少女と淫猥ハメ撮り（3月13日、オーロラプロジェクト・アネックス）
- 巨乳すぎる姪っ子と狭いお風呂で2人きり! 可愛く爆乳に成長した姪っ子のおっぱいが当たりまくって思わずフル勃起してしまって…（3月20日、DOC）他出演:稲場るか、結々萌奈実、世良あさか
- 帰省してきた姪っ子の巨乳（3月25日、オーロラプロジェクト・アネックス）
- 入学式痴漢 中出しSP（4月9日、ナチュラルハイ）他出演:新田みれい、大浦真奈美、冬愛ことね、小坂芽衣
- 恋愛に悩む10代女子○生が人生初の追い打ち中出しJ○ソープ体験!! 初めてのローションソーププレイでグチュグチュになったマ○コに素股からヌルっと生チ○ポ挿入!? ヌルヌルで敏感になりすぎたJ○のカラダは無限イキ!! 連続中出し4人合計12発! 2（4月17日、DOC）他出演:結々萌奈実、稲場るか、世良あさか
- 魔縄のサバト ワルプルギスの虜（4月19日、バミューダ）
- 居酒屋痴漢 3 新入社員歓迎会SP（4月23日、ナチュラルハイ）他出演:倉木しおり、持田栞里、河奈亜依
- 痴漢泣き寝入り娘 3 拒絶しながらも半泣きイキしまくる小柄女子○生（4月23日、ナチュラルハイ）他出演:日泉舞香、七菜原ココ、河奈亜依
- パコれる素人さん。 どっくあまちゅあちゃんねる vol.8（4月24日、DOC）他出演:宝生リリー、桜井千春、如月夏希
- 巨乳になってた幼馴染の誘惑に負けて、めちゃくちゃ生中出しSEXした。（10月19日、ROYAL）
- 拗れたヲタクに狙われた 男を知らない 地下裏アイドル 何度もレ○プされてしまいました。（10月23日、MBM）他出演：渚みつき、稲場るか、阿部乃みく

- 悶絶くすぐり地獄（5月1日、バミューダ/フェニックス）※オムニバス作品

### アダルトVR
- 流行のタピオカ屋で働く可愛い声の女の子が密かに自慢の美巨乳Fカップおっぱいを見てもらいたくてVR Debut 相手が気持ちよくなってくれるご奉仕エッチが大好きで自分から騎乗位で腰を振ってくれる隠れエッチな君に惚れた!（8月1日、SODクリエイト）
- 美巨乳娘の究極ご奉仕VR 四葉さなが指舐め、顔舐め、乳首舐め、玉舐め、身体中を舐め回してくれるご奉仕メイド（9月12日、SODクリエイト）
- いつもは奉仕しているほうだけど、私ももっと気持ち良くなりたい…。 AV出演によって自分がシテもらうことにも目覚めた四葉さなちゃんを思う存分イカセまくる! 逆ご奉仕オイルマッサージ焦らしイカセSEX（10月10日、SODクリエイト）
- ご奉仕するのが好きすぎてお店に内緒でこっそり本番してくれるおっパブ嬢（11月14日、SODクリエイト）
- 付き合って4ヶ月の記念日にナマ挿入解禁!あまりの気持ち良さに一晩中朝までハメっぱなし!いちゃラブSEXから性欲没頭SEX、抜かずの4連発で妊娠確実超大量中出し（12月12日、SODクリエイト）

- 妊娠淫語を連呼され続け脳はトロトロ ゴーグル付けたら即、眼鏡痴女っ子に何度も中出しを強要されるVR（1月9日、SODクリエイト）
- OLの彼女がかまって欲しくてノーパン、ノーブラで誘惑してくるので、イチャイチャしながらSEXして過ごした休日の出来事（3月25日、CRYSTAL VR）
- 地下アイドルの闇! CD売れないと解散! 活動を続けるにはもうコレしかないの! 「セックスしたら…買ってくれますか?」（4月4日、ブイワンVR）
- 友達の妹が極やわHカップの爆乳ちゃん まるで僕を試すようにバスタオル一枚で部屋中をウロウロ…。タオルからこぼれる乳に我慢ができず、濃厚な展開に…。（4月15日、KMPVR）
- 「何これ! ヌルヌルでえちえちだね♪」好奇心旺盛なアイドルに性処理マネージャー扱い… ローションだっくだくサンドイッチ逆3Pでイキ果てた僕。（5月1日、kawaii* VR）共演：奏音かのん
- 記憶がなくなったアナタ＆巨乳ナースハーレム病棟VR 「ココはどこ… ボクはだれ!?」4人の巨乳ナースの即SEXセラピーで失われていた記憶が徐々によみがえっていく新感覚VR!!（5月28日、WANZ VR）共演：笹倉杏、逢見リカ、佐藤りこ
- 蒸れた染み付きパンティを接写で見続けるVR（6月20日、KMPVR）他出演：美谷朱里、東條有希、高城ひかる、星仲ここみ、佐藤りこ、栗山絵麻、世良あさか
- 放課後、角オナVR（6月22日、KMPVR）他出演：美谷朱里、堀沢ゆい、高城ひかる、桜井千春、冬愛ことね、栗山絵麻
- SEXをしないとここから出られません! 2 極上画質でなぜか密室でかわいい同級生と二人っきり。エッチなゲームをクリアしないと助からないって、え!? どういう事? ソウ言う事?（7月6日、CRYSTAL VR）
- ナマ脚観察VR（8月4日、KMPVR）他出演：美谷朱里、山本蓮加、東條有希、星仲ここみ、市川花音、栗山絵麻、如月夏希

## 書籍

### 雑誌
- 週刊実話 2019年8月8日号（日本ジャーナル出版） - グラビア「“タピ活”美女が脱いだ!!」
- EX MAX 2019年10月号（楽楽出版） - グラビア「#みっかい」
- 月刊FANZA 2019年10月号（ジーオーティー）- インタビュー